# Actinoptera abdita
Actinoptera abdita är en tvåvingeart som beskrevs av Munro 1957. Actinoptera abdita ingår i släktet Actinoptera och familjen borrflugor. Inga underarter finns listade i Catalogue of Life.